# Michel Chevalet
Pour les articles homonymes, voir Chevalet.
Michel Chevalet, né le 30 août 1939 à Paris, est un journaliste scientifique français.

## Biographie
Michel Chevalet naît le 30 août 1939 à Paris. Après son baccalauréat en 1958, souhaitant échapper à la guerre d'Algérie, il poursuit par une licence de mathématiques appliquées. Il enseigne comme professeur auxiliaire de mathématiques et de physique-chimie dans le secondaire et obtient son diplôme de professeur en 1966. 
Michel Chevalet commence sa carrière journalistique en collaborant à Terre-Air-Mer pendant son service militaire puis à La Croix, Sciences et Avenir et par un passage sur la radio RMC. 
En 1972, après avoir fait quelques reportages télévisés, il quitte l'enseignement pour entrer à la télévision française (ORTF) dont il devient rapidement le spécialiste scientifique.  
En 1975, il arrive sur TF1 en tant que journaliste spécialisé dans l'actualité scientifique puis dans une émission aux côtés de Dorothée dénommée Club Sciences. 
En 1982, il crée Météo Première, première émission uniquement consacrée à la météo.
Il a fait une courte apparition avec d'autres personnalités de TF1 dans la comédie musicale Le cadeau de Noël en 1991. 
En 1999, il quitte TF1 et devient journaliste scientifique indépendant. Il lance notamment sur le câble La Chaîne Météo ou sur AB Sat le magazine La Science en questions.
Il est principalement connu pour sa phrase : « Comment ça marche ? » (qu'il utilisait en transition entre la présentation sommaire d'une nouveauté technique, et son mode d'utilisation plus détaillée), d'où l'utilisation de cette phrase dans les parodies que fait de lui l'imitateur Laurent Gerra.
En 2005, Michel Chevalet est le parrain de la promotion 2005 de la section électronique de l'École polytechnique universitaire de l'université de Nice.
En 2006, Michel Chevalet rejoint la chaîne NT1, présentant avec Alexandre Devoise le magazine scientifique Choc, l’émission. Travaillant au sein de la société SVS (Science vidéo service), il rejoint l’équipe des experts de la chaîne iTélé en mai 2009.
Auteur de collections en DVD comme « La Conquête de l'espace » ou encore « La Passion des trains » (60 DVD aux éditions Atlas, réalisées avec la collaboration de Clive Lamming entre 2007 et 2009), d'ouvrages scolaires de mathématiques ou de physique, il a consacré un livre, Quand tout bascule, à son fils Fabrice Chevalet, devenu hémiplégique et aveugle à la suite d'un accident de la route.
En 2012, Michel Chevalet est le parrain de la promotion 2012 de l’École nationale d'ingénieurs de Saint-Étienne.
En 2015, Michel Chevalet apparaît dans l'émission C'est mon choix comme critique sur les choses inexplicables du cerveau humain, sa présence ayant pour but de faire comprendre comment certaines personnes arrivent à deviner l'avenir ou à trouver un symbole ou un chiffre caché.
En 2020, il crée sa chaîne YouTube Comment ça marche par Michel Chevalet.
En 2021, la Société Astronomique de France lui décerne le Prix Marius-Jacquemetton.
Le 7 décembre 2024, interrogé sur l'enquête concernant les causes de l'incendie de Notre-Dame de Paris, il affirme sur l'antenne de Cnews que « le dossier a été refermé très rapidement pour dire un non-lieu. C’était le laboratoire de la préfecture de police de Paris qui a été dessaisi et maintenant, c’est classé secret-défense.», sa déclaration se révélant être fausse car l'information judiciaire n'est pas terminée.

## Engagement dans le domaine du handicap
En 2001, son fils Fabrice, âgé de 32 ans, est victime d'un grave accident de la route. Ayant subi de graves lésions neurologiques, il devient aveugle et hémiplégique. Son avocat a dû saisir la justice pour obtenir la réparation de son préjudice corporel, bien que le responsable de l'accident ait été condamné par le tribunal correctionnel de Meaux.
Cet événement change la vie de son fils, de leurs familles et de Michel Chevalet, les faisant entrer dans le monde du handicap. Depuis, Michel Chevalet milite pour la prévention des accidents de la route.
Michel Chevalet relate cette tragédie et ses conséquences dans son livre Quand tout bascule en 2005. Il y donne aussi son avis sur le monde du handicap. Engagé et connaissant le handicap pour le vivre au quotidien avec son fils, il participe aux Premiers États généraux du handicap en 2005.

## Publications
- S.O.S. bogue, Carnot, 1999, 91 p. (ISBN 9782912362254) (avec Jean-Paul Ney).
- Quand tout bascule : Ça n'arrive pas qu'aux autres, Michel Lafon, 2005 (ISBN 978-2749902203).
- Comment ça marche ? : Mémoires spatiales d'un journaliste, éditions Paulsen, 2016, 224 p. (ISBN 9782375020081).